# TVA
TVA je soukromá televizní stanice, vysílající od 5. května 2003 na Slovensku. Program televize je zaměřen na komerční zpravodajství a reklamu. Taktikou televize je princip tzv. "inteligetní reklamy" - publicistika, reportáže a umělecká kamera. Stanice TVA vychází z modelu obchodních televízí v USA, Kanadě a Austrálii. Stanici provozuje společnost Panonia Media Production, s. r. o., která vznikla 19. září 2000.
Televize je zaměřena na prezentaci a propagaci zboží. Stanice vysílá z 9 tematických okruhů, prezentace v rozsahu 3–10 minut a klasické reklamní spoty. 24hodinové vysílání sestává z 3 hodinových bloků opakujících se 8krát denně (56krát týdně).